# Момчилово
Момчилово е село в Североизточна България. То се намира в община Ветрино, област Варна. Старото му име е Еседли („Щастливци“)

## География
Географско положение – 43 градуса и 20 минути северна ширина и 27 градуса и 25 минути източна дължина.
Землището му включва 10 715 дка. Граничи със селата Ветрино, Белоградец, Доброплодно, Добротич, Искър и Средно село. Центърът му има надморска височина 266 м.
По шосе (от център до център) разстоянието до Ветрино е 5,3 км, до Средно село – 2,1 км, до Добротич – 3,8 км, Провадия 20,8 км, а до Варна е 50 км.

## Население
Численост на населението според преброяванията през годините:
| \| Година на преброяване \| Численост \| \| --------------------- \| --------- \| \| 1934 \| 554 \| \| 1946 \| 614 \| \| 1956 \| 633 \| \| 1965 \| 495 \| \| 1975 \| 446 \| \| 1985 \| 390 \| \| 1992 \| 304 \| \| 2001 \| 277 \| \| 2011 \| 195 \| \| 2021 \| 152 \| |           |
| Година на преброяване | Численост |
| 1934 | 554       |
| 1946 | 614       |
| 1956 | 633       |
| 1965 | 495       |
| 1975 | 446       |
| 1985 | 390       |
| 1992 | 304       |
| 2001 | 277       |
| 2011 | 195       |
| 2021 | 152       |

### Етнически състав

#### Преброяване на населението през 2011 г.
Численост и дял на етническите групи според преброяването на населението през 2011 г.:
|                     | Численост | Дял (в %) |
| Общо                | 195       | 100.00    |
| Българи             | 182       | 93.33     |
| Турци               | ?         | ?         |
| Цигани              | –         | –         |
| Други               | ?         | ?         |
| Не се самоопределят | ?         | ?         |
| Неотговорили        | 11        | 5.64      |

## Други
Футболен Клуб „Агромел“ Момчилово е български футболен отбор от село Момчилово. Участва в аматьорската „А“ ОФГ. През 1977 благодарение на местни инициатори и надъхани младежи се създава първия спортен клуб в селото с името „Бабушки орли“.
Играчите на отбора са предимно млади момчета от селото и различни градове и села от областта. Така треньора Пламен Стоянов и мениджъра Десислава Пламенова са оформили един добър отбор от обучени младежи, играли при професионални триньори в младша и старша група.
През сезон 2007-2008-есен се класира на 7 място в групата и на първа позиция пред общинските отбори „Спринт“ Белоградец и „Лудогорец“ Доброплодно.
Отбора е с президент – Сашо Георгиев, който е и собственик на „Агромел“ ООД, на който е кръстен и отбора. Отборът има собствен стадион в с. Момчилово, който има добра база и разположение. Стадионът премина един сериозен етап на ремонт и сега през 2008 г.
Агромел-Момчилово на чело с треньор Пламен Петров през първия полусезон 2008 – 2009 отборът се класира на 2-ро място само на една точка от първия, и на първа позиция пред общинските отбори „Спринт“ Белоградец и „Лудогорец“ Доброплодно.